# Sproughton
Sproughton ist ein Dorf und eine Verwaltungseinheit im District Babergh in der Grafschaft Suffolk, England. Sproughton ist 4,1 km von Ipswich entfernt. Im Jahr 2022 hatte es eine Bevölkerung von 1477 Einwohnern.